# Sam Lufkin
Sam Lufkin est un acteur du cinéma américain né le 8 mai 1891 à Salt Lake City (Utah), aux États-Unis, mort le 19 février 1952 à Hollywood (Los Angeles), en Californie.

## Filmographie
- 1920 : Le Manoir hanté (Haunted Spooks) de Alfred J. Goulding et Hal Roach (CM) : l'homme barbu (non crédité)
- 1922 : The Steeplechaser de Jack White (CM) :
- 1922 : Blaze Away de J.A. Howe (CM) :
- 1923 : Jailed and Bailed de J.A. Howe (CM) :
- 1923 : A Pleasant Journey de Robert F. McGowan (CM) : Cabdriver
- 1923 : Monte là-dessus ! (Safety Last!) de Fred C. Newmeyer et Sam Taylor : Prêteur sur gage (non crédité)
- 1923 : Her Dangerous Path de Roy Clements : Sam Comstock
- 1923 : Faut pas s'en faire (Why Worry?) de Fred C. Newmeyer et Sam Taylor : Soldier (non crédité)
- 1923 : A Man About Town de George Jeske (CM) : Figuration au côté de Laurel (non crédité)
- 1923 : Stage Fright de Robert F. McGowan (CM) : Audience member
- 1924 : Friend Husband de J.A. Howe (CM) :
- 1924 : April Fool de Ralph Ceder (CM) : Figuration (non crédité)
- 1924 : High Society de Robert F. McGowan (CM) : Police detective
- 1924 : Battling Orioles de Fred Guiol et Ted Wilde : Jimmy
- 1924 : The Mysterious Mystery! de Robert F. McGowan (CM) : Henchman
- 1925 : Bad Boy de Leo McCarey (CM) : Iron Worker (non crédité)
- 1925 : Remember When? de Harry Edwards (CM) : Circus Employee (non crédité)
- 1925 : Cold Turkey de Edward F. Cline (CM) :
- 1925 : A Rainy Knight de Lloyd Bacon (CM) :
- 1925 : Over Thereabouts d'Arthur Rosson (CM) : figuration (non crédité)
- 1926 : Good Cheer de Robert F. McGowan (CM) : Inebriated Santa Claus
- 1926 : The Fighting Boob de Jack Nelson : Jeff Randall
- 1926 : Un mariage mouvementé (Thundering Fleas) de Robert F. McGowan (CM) : un invité à la noce
- 1926 : The Fourth Alarm de Robert F. McGowan (CM) : Crowd extra (non crédité)
- 1926 : Scotty of the Scouts (pt) de Duke Worne : Jenkins
- 1926 : War Feathers de Robert A. McGowan et Robert F. McGowan (CM) : Sheriff
- 1926 : The Nickel-Hopper de F. Richard Jones et Hal Yates (CM) : Dance Hall Extra (non crédité)
- 1927 : The Sting of Stings de James Parrott (CM) : Lion Tamer
- 1927 : Poursuite à Luna-Park (Sugar Daddies) de Fred Guiol et Leo McCarey (CM) : Fun House ticket taker
- 1927 : Plus de chapeau (Hats Off) de Hal Yates (CM) : Pedestrian
- 1927 : Mon neveu l’Écossais (Putting Pants on Philip) de Clyde Bruckman (CM) : Ship's doctor
- 1927 : La Bataille du siècle (The Battle of The Century) de Clyde Bruckman (CM) : Boxing referee
- 1928 : Playin' Hookey de Robert A. McGowan (CM) : Keystone-ish cop
- 1928 : Laissez-nous rire (Leave 'Em Laughing) de Clyde Bruckman (CM) : Dental Patient (non crédité)
- 1928 : Smith's Army Life de Alfred J. Goulding (CM) :
- 1928 : Laurel et Hardy constructeurs (The Finishing Touch) de Clyde Bruckman et Leo McCarey (CM) : Owner of the house (non crédité)
- 1928 : À la soupe (From Soup to Nuts) de Edgar Kennedy (CM) : Dinner Guest (non crédité)
- 1928 : En vitesse (Speedy) de Ted Wilde : Man (non crédité)
- 1928 : Ton cor est à toi (You're Darn Tootin') de Edgar Kennedy (CM) : Man in restaurant
- 1928 : La Minute de vérité (Their Purple Moment) de James Parrott (CM) : Waiter (non crédité)
- 1928 : Un homme à boue (Should Married Men Go Home?) de James Parrott et Leo McCarey (CM) : Shop Manager (non crédité)
- 1928 : The Bargain Hunt de Phil Whitman (CM) : (non crédité)
- 1928 : V'là la flotte (Two Tars) de James Parrott (CM) : Pedestrian; motorist
- 1928 : Confessions of a Wife de Albert H. Kelley : Bumby Lewis
- 1929 : Vive la liberté (Liberty) de Leo McCarey (CM) : Getaway Driver
- 1929 : Y a erreur ! (Wrong Again) de Leo McCarey (CM) : Sullivan
- 1929 : C'est ma femme (That's My Wife) de Lloyd French (CM) : Waiter (non crédité)
- 1929 : Movie Night de Lewis R. Foster (CM) : Movie Patron (non crédité)
- 1929 : Son Altesse Royale (Double Whoopee) de Lewis R. Foster (CM) : Man poked in eye
- 1929 : Snappy Sneezer de Warren Doane (CM) : Milk Wagon Man (non crédité)
- 1929 : Ils vont faire boum ! (They Go Boom!) de James Parrott (CM) : Policeman (non crédité)
- 1929 : Une saisie mouvementée (Bacon Grabbers) de Lewis R. Foster (CM) : Man in sheriff's office
- 1929 : Derrière les barreaux (The Hoose-Gow) de James Parrott (CM) : Prison camp officer
- 1930 : The Big Kick de Warren Doane (CM) : 2nd Bootlegger (non crédité)
- 1930 : Good Morning Sheriff de Alfred J. Goulding (CM) : cowboy (non crédité)
- 1930 : Madame et ses partenaires (Part Time Wife) de Leo McCarey : Caddie Master
- 1931 : Indiscret (Indiscreet) de Leo McCarey : Ship's Purser (non crédité)
- 1931 : Sous les verrous (Pardon Us) de James Parrott : Prison Guard (non crédité)
- 1931 : Call a Cop! de George Stevens (CM) : Flannigan - Cop (non crédité)
- 1931 : Palmy Days de A. Edward Sutherland : Hypnotizing Detective (non crédité)
- 1931 : Mama Loves Papa de George Stevens (CM) : Cop (non crédité)
- 1931 : Les Deux Légionnaires (Beau Hunks) de James W. Horne (CM) : Riffian (non crédité)
- 1932 : The Tabasco Kid de James W. Horne (CM) : Murietta Henchman (non crédité)
- 1932 : Stan boxeur (Any Old Port!) de James W. Horne (CM) : Referee (non crédité)
- 1932 : Livreurs, sachez livrer ! (The Music Box) de James Parrott (CM) : Policeman (non crédité)
- 1932 : Maison de tout repos (County Hospital) de James Parrott (CM) : Policeman
- 1932 : Les Deux Vagabonds (Scram!) de Ray McCarey (CM) : Policeman (non crédité)
- 1932 : Le Héros de l'Alaska (The Soilers) de George Marshall (CM) : Courtroom Policeman (non crédité)
- 1932 : Boys Will Be Boys de George Stevens (CM) :
- 1933 : The Sphinx de Phil Rosen : Medical Examiner (non crédité)
- 1933 : Rhapsody in Brew de Billy Gilbert (CM) : Bartender (non crédité)
- 1933 : Les Compagnons de la nouba (Sons of the desert) de William A. Seiter : Premier serveur (non crédité)
- 1934 : Poker Party (Six of a Kind) de Leo McCarey : Hotel Clerk in Glen Falls (non crédité)
- 1934 : The Crime of Helen Stanley de D. Ross Lederman : Motorcycle Officer (non crédité)
- 1934 : I'll Be Suing You de Gus Meins (CM) : Truck Driver (non crédité)
- 1934 : Les Jambes au cou (Going Bye-Bye!) de Charley Rogers (CM) : Man with Warning (non crédité)
- 1934 : The Defense Rests de Lambert Hillyer : Trainer (non crédité)
- 1934 : Les Joyeux Compères (Them Thar Hills) de Charley Rogers (CM) : Moonshiner (non crédité)
- 1934 : Le Mystère du Colorado (en) (Mystery Mountain) d'Otto Brower et B. Reeves Eason : Lake Ranchhand-Guard [Chs. 7-8] (non crédité)
- 1934 : Le Bateau hanté (The Live Ghost) de Charley Rogers (CM) : Sailor (non crédité)
- 1934 : Un jour une bergère (Babes in Toyland) de Gus Meins et Charley Rogers : Townsman (non crédité)
- 1935 : The Mystery Man de Ray McCarey : Weeks
- 1935 : L'Extravagant Mr Ruggles (Ruggles of Red Gap) de Leo McCarey : Barfly (non crédité)
- 1935 : Do Your Stuff de James Parrott (CM) :
- 1935 : The Captain Hits the Ceiling de Charles Lamont (CM) : Second Engineer (non crédité)
- 1935 : Man on the Flying Trapeze de Clyde Bruckman : Ticket Taker (non crédité)
- 1935 : She Gets Her Man de William Nigh : Gangster (non crédité)
- 1935 : Bons pour le service (Bonnie Scotland) de James W. Horne : Native Henchman (non crédité)
- 1935 : It Always Happens de Del Lord (CM) :
- 1935 : Skybound de Bernard B. Ray : William Saunders
- 1935 : Oh, My Nerves de Del Lord (CM) :
- 1936 : Rose of the Rancho de Marion Gering : Bystander (non crédité)
- 1936 : La Bohémienne (The Bohemian Girl) de James W. Horne et Charley Rogers : Shopkeeper/Guard/Pickpocket Victim (non crédité)
- 1936 : The Lucky Corner (en) de Gus Meins (CM) : Crowd extra
- 1936 : Midnight Blunders de Del Lord (CM) : Cop (non crédité)
- 1936 : The Peppery Salt de Del Lord (CM) : Figuration (non crédité)
- 1936 : Ghost Patrol de Sam Newfield : Justice Agent (non crédité)
- 1936 : Sur les ailes de la danse (Swing Time) de George Stevens : Undetermined Role (non crédité)
- 1936 : Am I Having Fun! de Jack White (CM) :
- 1936 : C'est donc ton frère (Our Relations) de Harry Lachman : Waiter (non crédité)
- 1936 : Counterfeit Lady (en) de D. Ross Lederman : Radio Patrol Cop (non crédité)
- 1937 : Grips, Grunts and Groans de Jack White (CM) : Figuration (non crédité)
- 1937 : The Super Snooper de Jack White (CM) :
- 1937 : Laurel et Hardy au Far-West (Way Out West) de James W. Horne : Stagecoach Baggage Handler (non crédité)
- 1937 : On demande une étoile (Pick a Star) de Edward Sedgwick : Mexican (non crédité)
- 1937 : Goofs and Saddles de Del Lord (CM) : Figuration (non crédité)
- 1937 : Slaves in Bondage de Elmer Clifton : Bubble Club Waiter (non crédité)
- 1937 : Blossoms on Broadway de Richard Wallace : Reporter (non crédité)
- 1938 : Les montagnards sont là (Swiss Miss) de John G. Blystone : Peasant (non crédité)
- 1938 : Têtes de pioche (Block-Heads) de John G. Blystone : Veteran (non crédité)
- 1938 : Dick Tracy Returns de John English et William Witney : Armored Car Guard (non crédité)
- 1938 : The Spider's Web de James W. Horne et Ray Taylor : Henchman (non crédité)
- 1939 : Deux bons copains (Zenobia) de Gordon Douglas : Townsman (non crédité)
- 1939 : Laurel et Hardy conscrits (The Flying Deuces) de A. Edward Sutherland : Legionnaire (non crédité)
- 1940 : Le Fantôme du cirque (The Shadow) de James W. Horne : Kirk, Hospital Attendant-Henchman [Chs. 9-10] (non crédité)
- 1940 : Les As d'Oxford (A Chump at Oxford) de Alfred J. Goulding : Water Wagon Driver (non crédité)
- 1940 : Laurel et Hardy en croisière (Saps at Sea) de Gordon Douglas : Workman at Horn Factory (non crédité)
- 1940 : Millionaires in Prison de Ray McCarey : Convict (non crédité)
- 1940 : The Green Archer de James W. Horne : Thug (non crédité)
- 1941 : The Miracle Kid de William Beaudine : Referee
- 1941 : Double Trouble de William West : Bartender (non crédité)
- 1942 : The Cyclone Kid de George Sherman : Bartender Ed (non crédité)
- 1942 : X Marks the Spot de George Sherman : Policeman (non crédité)
- 1943 : That Nazty Nuisance de Glenn Tryon (CM) : Shipmate (non crédité)
- 1943 : Batman de Lambert Hillyer : Policeman (non crédité)
- 1943 : Wagon Tracks West (en) de Howard Bretherton : Townsman (non crédité)
- 1943 : L'Exubérante Smoky (Government Girl) de Dudley Nichols : FBI Man (non crédité)
- 1944 : Show Business de Edwin L. Marin : Waiter on Stage (scenes deleted)
- 1944 : Sensations of 1945 de Andrew L. Stone : Undetermined Role (non crédité)
- 1944 : Girl Rush de Gordon Douglas : Miner (non crédité)
- 1945 : Wanderer of the Wasteland de Wallace Grissell et Edward Killy : Gambler (non crédité)
- 1946 : From This Day Forward de John Berry : Husband (non crédité)
- 1946 : Crack-Up de Irving Reis : Detective (non crédité)
- 1946 : Sister Kenny de Dudley Nichols : Photographer (non crédité)
- 1946 : Lady Luck (en) de Edwin L. Marin : Gambler (non crédité)
- 1947 : Du sang sur la piste (Trail Street) de Ray Enright : Farmer (non crédité)
- 1947 : A Likely Story de H.C. Potter : Taxi Driver (non crédité)
- 1947 : Né pour tuer (Born to kill) de Robert Wise : Crap Dealer (non crédité)
- 1947 : Riffraff de Ted Tetzlaff : Figuration (non crédité)
- 1947 : Taïkoun (Tycoon) de Richard Wallace : Laborer (non crédité)
- 1948 : La Descente tragique (Albuquerque) de Ray Enright : Man at Gambling Table (non crédité)
- 1948 : The Miracle of the Bells de Irving Pichel : Man (non crédité)
- 1949 : Canadian Pacific de Edwin L. Marin : Workman (non crédité)
- 1950 : Born to Be Bad de Nicholas Ray : Taxi Driver (non crédité)
- 1951 : Law of the Badlands de Lesley Selander : Bank Teller (non crédité)